# Colonizzazione di Europa
La colonizzazione di Europa, quarto satellite di Giove per dimensioni, è stata oggetto di ipotesi sia nella fantascienza, sia nell'ambito della scienza. Le caratteristiche geofisiche di Europa, quali il probabile oceano di acqua sotto la crosta ghiacciata, potrebbero permettere la sopravvivenza di esseri umani sopra o sotto la superficie.

## Fattibilità
Europa presenterebbe diversi vantaggi se fosse selezionata quale obiettivo per una possibile colonizzazione umana dello spazio rispetto ad altri corpi del sistema solare esterno, ma non sarebbe priva di problematiche.
Nel 1979, durante il sorvolo ravvicinato delle sonde spaziali Voyager 1 e Voyager 2 furono scattate fotografie dettagliate della superficie lunare. Furono notate importanti caratteristiche geologiche tra cui alcune strisce nere chiamate lineae che sembrano indicare un'attività tettonica con movimenti al di sopra di un oceano sommerso. La crosta liscia inoltre appare di formazione recente.

### Possibili vantaggi
È stato ipotizzato che su Europa possa esistere un oceano d'acqua sotto la crosta ghiacciata. L'accesso a tale risorsa potrebbe costituire un grosso problema, in quanto l'acqua potrebbe trovarsi ad oltre 10 km dalla superficie, tuttavia la sua abbondanza sulla luna rappresenterebbe un netto vantaggio per la colonizzazione. Non solo sarebbe possibile provvedere ai bisogni di acqua potabile degli eventuali coloni, ma potrebbe anche essere usata per ottenere ossigeno respirabile con il processo di elettrolisi.

### Possibili problemi
La colonizzazione di Europa presenterebbe numerose difficoltà. Un essere umano non potrebbe sopravvivere in prossimità della sua superficie per lungo tempo senza una giusta protezione perché investita da un flusso di 540 rem di radiazioni al giorno, provenienti dalle fasce di radiazione di Giove (analoghe alle fasce di Van Allen della Terra, ma dieci volte più intense), superiore ai 500 rem indicati come dose letale per un essere umano. Per ovviare a questo problema, eventuali coloni potrebbero stabilirsi sotto la superficie, che con il suo strato di ghiaccio proteggerebbe dalle radiazioni. Ciò potrebbe risultare conveniente anche per avere un più facile accesso all'acqua e isolarsi dalle basse temperature raggiunte sulla superficie della luna, mediamente intorno ai -160 °C (110 K) all'equatore e -220 °C (50 K) ai poli.
Anche la bassa gravità di Europa potrebbe presentare sfide agli sforzi di colonizzazione. Gli effetti della bassa gravità per la salute umana sono ancora un tema di studio, ma possono includere sintomi come la perdita di densità ossea, perdita di densità muscolare, e un indebolimento del sistema immunitario. Alcuni astronauti in orbita attorno alla Terra sono rimasti in condizioni di microgravità per periodi superiori all'anno e sono stati individuati rimedi efficaci per gli effetti negativi della bassa gravità, in particolare un regime di intenso esercizio fisico quotidiano. Non sono noti, tuttavia, gli effetti che la bassa gravità potrebbe avere sullo sviluppo fetale e pediatrico. È stato ipotizzato che i bambini che nascessero e crescessero in bassa gravità potrebbero non essere in grado di riadattarsi all'intensità della gravità presente sulla Terra.
Infine, è stato ipotizzato che su Europa potrebbero esistere degli organismi alieni, nell'oceano al di sotto della superficie. Se così fosse, gli eventuali coloni potrebbero avere dei problemi da microbi nocivi o forme di vita aggressive.